# San José (provincija u Kostarici)
San José, provincija u Kostariki utemeljena 1737. godine; 4.959 km²; 1.300.000 stanovnika. Glavni grad San José. U provinciji se ističe vrh Cerro de la Muerte i Chiripó s 3821 m visine, i u njoj se nalazi NP Braulio Carillo.
Okruzi (21):
Sastoji se od 20 kantona (Cantón) sa 111 distrikata:
- Kanton 1:  San José
- Kanton 2:  Escazú
- Kanton 3:  Desamparados
- Kanton 4:  Puriscal
- Kanton 5:  Tarrazú
- Kanton 6:  Asserí
- Kanton 7:  Mora
- Kanton 8:  Goicoechea
- Kanton 9:  Santa Ana
- Kanton 10:  Alajuelita
- Kanton 11:  Vasquez de Coronado
- Kanton 12:  Acosta
- Kanton 13:  Tibás
- Kanton 14:  Moravia
- Kanton 15:  Montes de Oca
- Kanton 16:  Turrubares
- Kanton 17:  Dota
- Kanton 18:  Curridabat
- Kanton 19:  Pérez Zeledón
- Kanton 20:  León Cortés Castro